# Вільгельм Вайтлінг
Вільгельм Крістіан Вайтлінг (5 жовтня 1808 — 25 січня 1871) — німецький кравець, винахідник, радикальний політичний діяч і один із перших теоретиків комунізму. До того, як емігрував до США, здобув славу в Європі як соціальний теоретик.
На додаток до своїх обширних політичних праць, Вайтлінг був успішним винахідником насадок для комерційних швейних машин, включаючи пристрої для подвійного зшивання та створення отворів для ґудзиків.

## Біографія

### Юність
Вільгельм Крістіан Вайтлінг народився в Магдебурзі, в сім'ї Крістіани Вайтлінг і Гільома Теріжона. Батько Вайтлінга був молодим французьким офіцером, розміщеним в окупованій Пруссії, який зустрів і закохався в матір Вайтлінга, домашню покоївку. Батьки не були одружені. Батько загинув під час вторгнення Франції в Росію у 1812 році.
Вайтлінг виховувався в страшній бідності, часто перебуваючи під опікою інших, а його мати заробляла на життя працюючи покоївкою і кухаркою. Початкову освіту Вейдлінг здобув у школі Магдебурга, часто ходив у бібліотеку. У юності уважно читав Біблію, яку любив цитувати протягом усього життя. Володів французькою та німецькою мовами, вивчав англійську та італійську
В дитинстві Вайтлінг був учнем кравця, жив зі своїм господарем і досконало навчився майстерності пошиття жіночого та чоловічого одягу. У 18 років став підмастером, покинув рідне місто, щоб подорожувати по німецьких землях у пошуках роботи. У 1830 році він прибув до міста Лейпциг, де почав цікавитися політикою і пробувати свої сили у написанні сатиричної поезії. Восени 1832 року потрапив до Дрездена, а звідти в 1834 році до Відня, де працював над виготовленням штучних квітів і прикрас для жіночого одягу.
Восени 1837 року Вайтлінг емігрував до Парижа, міста, яке він ненадовго відвідав два роки тому. Там він залишився ще на чотири роки, захопившись радикальними політичними ідеями того часу, зокрема, роботами Фур’є, Оуена та Кабе.

### Політична діяльність
Після вступу до Ліги справедливих у 1837 році Вайтлінг приєднався до протестів паризьких робітників і вуличних боїв. Трістрам Хант назвав його доктрину «дуже емоційною сумішшю бабівістського комунізму, хіліастичного християнства та тисячолітнього популізму»:
Відповідно до роботи християнського радикала Фелісіте де Ламенне, Вайтлінг закликав встановити комунізм за допомогою 40-тисячної армії колишніх каторжників. Тоді б виникла долапсарська комунальна власність, спілкування та суспільна гармонія, керована самим Вайтлінгом. У той час як Маркс і Енгельс боролися зі складнощами промислового капіталізму та сучасних способів виробництва, Вайтлінг відродив апокаліптичну політику мюнстерських анабаптистів шістнадцятого століття та їхні криваві спроби започаткувати Друге пришестя. На роздратування Маркса та Енгельса, запаморочлива суміш євангелізації та протокомунізму Вайтлінга привернула тисячі відданих послідовників по всьому континенту.
У 1838 році Вайтлінг опублікував свій перший твір «Die Menschheit, wie sie ist und wie sie sein sollte» («Людський рід таким, яким він є і яким має бути»).
У 1841 році, після невдалого повстання бланкістів, він вирушив до Швейцарії, відвідав Женеву, Веве та Лангенталь у кантоні Берн і, нарешті, у 1843 році, оселився в Цюриху. У всіх цих містах, своїми проповідями та публікаціями він пропагував доктрини комунізму, включаючи працю Garantien der Harmonie und Freiheit (Гарантії гармонії та свободи).
Робота Вайтлінга Das Evangelium eines armen Sünders (Євангеліє бідного грішника), що вийшла в 1845 році, привернула увагу швейцарської влади. Його заарештували та притягнули до кримінальної відповідальності за революційну агітацію, включаючи богохульство за те, що він опублікував текст, який зображав Ісуса Христа як комуніста і незаконнонароджену дитину Діви Марії. Вайтлінга визнали винним, йому дали шість місяців ув'язнення.
Після звільнення він був депортований назад до Пруссії. Деякий час проживав у Гамбурзі, але потім вирушив у подорож, яка привела його до Лондона, Тревеса, Брюсселя та Нью-Йорка.
Після початку революції 1848 року, Вайтлінг повернувся до Німеччини, пропагуючи ідеї комунізму. Коли революція зазнали невдачі, він повернувся до Нью-Йорка.
Його книгу «Гарантії гармонії та свободи» високо оцінили Бруно Бауер, Людвіг Фейєрбах та Михайло Бакунін, з останнім Вайтлінг мав зустрітися в Цюриху в 1843 році. Карл Маркс назвав творчість Вайтлінга «запеклим і блискучим літературним дебютом німецьких робітників». Сам Маркс підкреслював теоретико-філософський «блиск» Вайтлінга, який вигідно порівнював з більш «економічно» налаштованими англійськими робітниками та більш практичними «політично» орієнтованими французькими робітниками.

### Життя в Америці
Вайтлінг продовжував свою активність в Сполучених Штатах. У січні 1850 року почав видавати щомісячний журнал Die Republik der Arbeiter. До кінця року його тираж становив 4 тис. примірників. Наприкінці життя він перейшов від політичної діяльності до технічних та астрономічних досліджень. Сім років перебував на обліку в Castle Garden. Отримав дев'ять патентів на вдосконалення швейних машин, серед яких були подвійний стібок, отвір для ґудзиків і насадки для вишивки. Вайтлінг отримав патент на щипку для обрізки суконь, над якою працював 17 років, і після смерті залишив кілька недороблених машин.
Помер 25 січня 1871 року у Нью-Йорку. У нього лишилась вдова та шестеро дітей.

## Праці
- Die Menschheit, wie sie ist und wie sie sein sollte (1838/39)
- Garantien der Harmonie und Freiheit (1842)
- Das Evangelium eines armen Sünders (1845)
- Ein Nothruf an die Männer der Arbeit und der Sorge, Brief an die Landsleute (1847)